# Brănești (gmina w okręgu Ilfov)
Brănești – gmina w okręgu Ilfov w Rumunii. Obejmuje cztery miejscowości Brănești, Islaz, Pasărea i Vadu Anei. W 2011 roku liczyła 10 367 mieszkańców.